# نیمونا (فیلم)
نیمونا (به انگلیسی: Nimona) یک فیلم ماجراجویی علمی فانتزی پویانمایی رایانه‌ای است که بر اساس یک مجموعهٔ کمدی به همین نام اثر ان‌دی استیونسون به کارگردانی نیک برونو و تروی کوان و با صدای کلویی گریس مورتس، ریز احمد، ایندیا مور و یوجین لی یانگ ساخته شده‌است.
این فیلم که در اصل محصول بلو اسکای استودیو، یکی از زیرمجموعه‌های سابق استودیو قرن بیستم بود، قرار بود توسط پاتریک آزبورن کارگردانی شود و تاریخ اکران اولیه آن سال ۲۰۲۰ بود. پس از اکتساب فاکس قرن بیست و یکم توسط دیزنی، این تولید به دلیل مضامین ال‌جی‌بی‌تی فیلم از سوی رهبری جدید دیزنی با مخالفت روبرو شد، پس از آن چندین بار به تعویق افتاد و به دلیل بسته شدن بلو اسکای در آوریل ۲۰۲۱ لغو شد.
در ۱۱ آوریل ۲۰۲۲، اعلام شد که آناپورنا پیکچرز پروژه را احیا کرده‌است و انیمیشن ویژه دابل نگتیو تولید را بر عهده گرفت و فیلم را برای اکران در سال ۲۰۲۳ در نتفلیکس تنظیم کرد.

## صداپیشه‌ها
- کلویی گریس مورتس[۳] در نقش نیمونا، یک دگرپیکر که اصرار دارد دستیار بالیستر بلک‌هارت باشد.
- ریز احمد[۳] در نقش بالیستر بلک‌هارت، شوالیه سابق مؤسسه، اما زمانی که دستش را در مسابقه دویدن با آمبروسیوس گلدن لوین از دست داد، اخراج شد.
- یوجین لی یانگ[۳] در نقش آمبروسیوس گلدن لوین، شوالیه قهرمان مؤسسه.

## تولید

### توسعه
در ژوئن ۲۰۱۵، انیمیشن قرن بیستم حقوق یک پویانمایی بلند اقتباسی از نیمونا، یک وب کمیک توسط ان‌دی استیونسون را به دست آورد. قرار بود پاتریک آزبورن بر اساس فیلمنامه ای از مارک هایمز کارگردانی کند.
این فیلم قرار بود توسط زیرمجموعه سابق فاکس، بلو اسکای استودیو، در کنار ورتیگو انترتینمنت تولید شود. در ژوئن ۲۰۱۷، فاکس قرن بیستم برنامه ریزی کرد که نیمونا در ۱۴ فوریه ۲۰۲۰ اکران شود.

### خرید توسط دیزنی و تأخیر
در مارس ۲۰۱۹، دیزنی خرید فاکس را تکمیل کرد، سپس در می ۲۰۱۹، ساخت فیلم به ۵ مارس ۲۰۲۱ به تعویق افتاد. در نوامبر ۲۰۱۹، فیلم دوباره به ۱۴ ژانویه ۲۰۲۲ به تعویق افتاد. تا سال ۲۰۲۰ اخباری منتشر شد که این فیلم در سال ۲۰۲۲ اکران خواهد شد، استیونسون در ژوئن ۲۰۲۰ اظهار داشت که فیلم همچنان در حال وقوع است، و در پادکست اوت ۲۰۲۰ نیز همین را گفت. در اوت همان سال، گزارش شد که این پویانمایی هنوز هم قرار است در سال ۲۰۲۲ اکران شود، اما جزئیات بیشتری ارائه نکرد و ددلاین هالیوود در ماه اکتبر همان را گزارش کرد.

### لغو و عواقب آن
در ۹ فوریه ۲۰۲۱، دیزنی اعلام کرد که بلو اسکای را تعطیل می‌کند و تولید فیلم لغو شد.
پس از اعلام این خبر، استیونسون گفت که «روز غم‌انگیزی» بود و آنها برای همه کسانی که در استودیو بلو اسکای کار می‌کردند بهترین آرزوها را داشتند، در حالی که آزبورن گفت از اینکه استودیو درهای خود را بسته «واقعاً دلش شکسته» است. گری تیرل، صاحب نظر وب‌کامیکس، از این تصمیم انتقاد کرد و گفت: «[دیزنی] می‌توانست به نوع بسیار متفاوتی از قهرمان جوان اجازه دهد. من سوگوار کسانی هستم که می‌توانستند تصویری از خود در یک نسخه متحرک پیدا کنند.» کارکنان ناشناس در بلو اسکای که با بیزنس اینسایدر مصاحبه کردند، از لغو فیلم ابراز تاسف کردند و آن را «دلخراش» خواندند، و استدلال کردند که این فیلم «به هیچ چیز دیگری در دنیای پویانمایی شباهت ندارد» و گفتند که آنها معتقدند این فیلم هرگز «تکمیل و منتشر» نخواهد شد. اگر ساخته می‌شد، این اولین فیلم بلو اسکای با نمایندگی دگرباشان جنسی بود، زیرا چند نفر از کارکنان به بازفید تأیید کردند که فیلم دارای صحنه «دوستت دارم» بین بلک‌هارت و گولدن‌لوین است.
منابع به کامیک بوک ریسورسز گفتند که فیلم «۷۵٪ کامل شده‌است». یکی از کارمندان اظهار داشت که قبل از لغو شدن، فیلم «در مسیری» قرار داشت که تا اکتبر ۲۰۲۱ به پایان برسد. ریک فورنیه، انیماتور سابق بلو اسکای، اظهار داشت که استودیو «خیلی نزدیک» به پایان فیلم است، اما آنها «به سادگی متوجه شدند که این کار شدنی نیست.»
در مارس ۲۰۲۱، گزارش شد که کلویی گریس مورتس و ریز احمد قرار بود به ترتیب صداپیشگی نیمونا و بلک‌هارت را بر عهده داشته باشند، و این فیلم در حال خرید برای تکمیل استودیوهای دیگر است. در ژوئن ۲۰۲۱، می راد، نویسنده اوت، گفت که هنوز «امیدوار است که این فیلم راه خود را به زندگی بازیابد.»
در مارس ۲۰۲۲، در میان جنجال‌های مربوط به دخالت دیزنی در لایحهٔ «گی نگو» در فلوریدا و عدم انتقاد مدیر عامل شرکت باب چاپک تا پس از تصویب این لایحه، سه کارمند سابق بلو اسکای اظهار داشتند که این فیلم با مخالفت رهبری دیزنی مواجه شده‌است که حول محور مضامین دگرباشان جنسی و بوسه همجنس گرایان فیلم متمرکز شده‌است.

### احیاء
در ۱۱ آوریل ۲۰۲۲، اعلام شد که آناپورنا پیکچرز نیمونا را در اوایل سال انتخاب کرده‌است و در سال ۲۰۲۳ آن را در نتفلیکس منتشر خواهد کرد. صداپیشگی نیز حفظ شد. نیک برونو و تروی کوان به عنوان کارگردانان این فیلم معرفی شدند که پیش از این آخرین فیلم جاسوسان نامحسوس (۲۰۱۹) ساخته بلو اسکای را کارگردانی کرده بودند. کوان کار روی فیلم را در مارس ۲۰۲۰ آغاز کرد

#### پویانمایی
این فیلم قرار بود اولین استفاده از بلو اسکای کاندویت باشد، سیستمی که به هنرمندان این امکان را می‌دهد تا «نسخه و کنترل کیفیت کار خود را پیدا و ردیابی کنند.» دابل نگتیو اعلام کرد که پویانمایی این فیلم را همزمان با خرید نتفلیکس/آناپورنا بر عهده گرفته‌است.